# 4719 Burnaby
A 4719 Burnaby (ideiglenes jelöléssel 1990 WT2) a Naprendszer kisbolygóövében található aszteroida. Ueda Szeidzsi és Kaneda Hirosi fedezte fel 1990. november 21-én.